# Ambuitá
Ambuitá é um bairro localizado na cidade de Itapevi, São Paulo. É conhecido pelo seu polo industrial, que abriga empresas como Eurofarma, Cacau Show e entre outras.
O bairro era anos atrás apenas uma vila da cidade de Itapevi.
Moradores antigos como as famílias Ribeiro, Lehmann, Papa, Vieira, Conceição dos Santos entre outros, contribuíram muito para o crescimento cultural e social do bairro promovendo festas e reunindo boa parte dos moradores de Ambuitá na única igreja católica que até hoje recebe de portas abertas todos os moradores.
Ambuitá é uma ilha pluvial, ou seja cercada de rios por todos os lados, além de ter recebido nos últimos anos uma quantidade relativamente grande de pessoas vindas de outros lugares e com costumes e cultura diferente, que com o passar dos anos provocou mudanças no jeito de viver dos moradores antigos do bairro. estar a cerca de 40 km de São Paulo e ladeado pela Rodovia Castelo Branco, Ambuitá se tornou alvo de interesse de grandes empresas que hoje se espalham por todo o bairro, contribuindo para o desenvolvimento da cidade de Itapevi.
Uma das primeiras empresas de Itapevi está localizada em Ambuitá, trata-se da Ceramica de Ambuitá, que durante anos foi responsável pelo fornecimento de telhas para toda região, contribuindo para o desenvolvimento e crescimento do bairro.
O bairro era servido pelos trens da Linha 8–Diamante do Trem Metropolitano de São Paulo, pela estação Parada Ambuitá. Porém, após uma remodelação por parte do governo do estado de São Paulo, ela deixou de existir.Mas em 2024, foi anunciado a reconstrução desta estação, que foi entregue em 4 de abril de 2025.

## Principais vias
Rodovia Castello Branco 
Estrada Antiga de Itu 
Rua Orfeu Papa

## Saúde
USF Ambuitá

## Educação
E.E Prof. José Theodoro dos Santos
Cemeb Sra. Manoela Sanches Casagrande